# Héritage (roman de Bonnefoy)
Pour les articles homonymes, voir Héritage.
Héritage est un roman de Miguel Bonnefoy, publié le 19 août 2020 aux éditions Rivages. Il reçoit le prix des Libraires en 2021.

## Historique

### Écriture du roman
Décrivant la fresque d'une famille à travers le 20ème siècle, le roman est construit de manière très maîtrisée autour d'une série d'échos, de répétitions de motifs et d'objets qui circulent de génération en génération. Cette structure repose aussi sur de très nombreuses prolepses qui soulignent régulièrement les liens qui irriguent les différentes strates temporelles du roman. Enfin, l'ensemble forme un cycle qui se referme sur lui-même.
Ces multiples résonances se doublent d'une écriture qui n'est pas sans évoquer le réalisme magique avec, par exemple, l'intrusion inexpliquée d'un personnage mort resurgissant soudainement dans le récit. On trouve aussi des allusions à Blaise Cendrars, en particulier au Lotissement du ciel à travers la figure de Saint-Joseph de Cupertino, célèbre pour ses lévitations et associé ici aussi à l'aviation.

### Prix littéraires et vente
En octobre 2020, le roman est retenu dans les trois livres finalistes pour l'obtention du grand prix du roman de l'Académie française (battu par deux voix contre treize à La Grande Épreuve d'Étienne de Montety et deux à L'Historiographe du royaume de Maël Renouard) ainsi que dans les deuxièmes sélections pour le prix Goncourt et le prix Femina.
Il reçoit finalement, le 2 juin 2021, le prix des Libraires décerné cette année-là par 1 600 libraires indépendants parmi une sélection de cinq romans faite au préalable par dix d'entre eux parmi les titres parus lors des rentrées littéraires de septembre 2020 et de janvier 2021.
En juin 2021, le roman s'est vendu à plus de 40 000 exemplaires.

## Résumé
Le roman suit l'histoire d'une famille franco-chilienne au fil d'un siècle et l'héritage symbolique qui circule entre chaque génération.
L'histoire débute avec un vigneron originaire du Jura, dont les vignes sont ravagées par le phylloxera et qui décide d'émigrer en Californie. À la suite d'une maladie il est débarqué au Chili qui devient ainsi son pays d'adoption. A son arrivée, le vigneron est renommé « Lonsonier » à cause d'une incompréhension avec le douanier.
Le roman va alors suivre la descendance du vieux Lonsonier. Ses trois fils vont retourner en France durant la guerre de 14. La petite fille de Lonsonier ira combattre durant la guerre de 45. Enfin, à la suite du coup d'État de 1973 au Chili, l'arrière petit fils quittera le Chili pour s'exiler en France.  Ce dernier descendant reprend alors symboliquement à la toute fin du roman l'héritage familial qu'est le nom original de Lonsonier : « Michel René ».

## Accueil de la critique
À sa parution, le roman est globalement bien accueilli par la critique littéraire qui voit dans cette saga d'une famille franco-chilienne  « le roman d’un conteur qui raffine un extraordinaire sens du détail allié à un art non moins subtil de l’ellipse » » pour Camille Laurens dans Le Monde et « une fable addictive, poétique et humaniste [par] un conteur doté d'une plume limpide et élégante » pour Les Échos. Pour Le Figaro, ce roman de l'auteur franco-vénézuélien est un conte placé « sous la double influence du "réel merveilleux" d'Alejo Carpentier et du "réalisme magique" de Gabriel García Márquez » écrit « avec un sens de la narration et de l’ellipse remarquable ».
Le Soir note des raccourcis mais « [qui] ne sont jamais gênants. Au contraire : ils participent de la vitesse avec laquelle les années passent et les événements se succèdent ».

## Éditions
- Éditions Rivages, 2020,  (ISBN 978-2-7436-5094-0)[9].